# Стог сена в Живерни (картина Моне, Эрмитаж)
«Стог сена около Живерни» — картина французского художника-импрессиониста Клода Моне из собрания Государственного Эрмитажа.
На картине изображён стог сена на пологом склоне холма, покрытом красными цветами (по аналогии с картиной Моне из Ричмонда эти цветы также можно считать маками). Внизу, на границе луга, несколько домиков и за ними вдали несколько протяжённых рядов деревьев. Слева внизу синей краской нанесена подпись художника и дата: Claude Monet 86.
Клод Моне поселился в Живерни в 1883 году и написал там множество картин со стогами, включая знаменитую серию «Стога», исполненную в 1889—1891 годах. Картина из Эрмитажа не входит в эту серию, согласно подписи художника она написана в 1886 году. А. Г. Барская отмечает что мотив стога, являющийся важнейшим мотивом в творчестве Моне в 1890-х годах, в этой картине ещё мало выделен. А. Г. Костеневич указывает, что изображённая местность носила название «Пустошь Амискур», а впоследствии правее фермерских домов, стоящих на границе пустоши, Моне построил свою мастерскую, где им были написаны серии «Кувшинок».

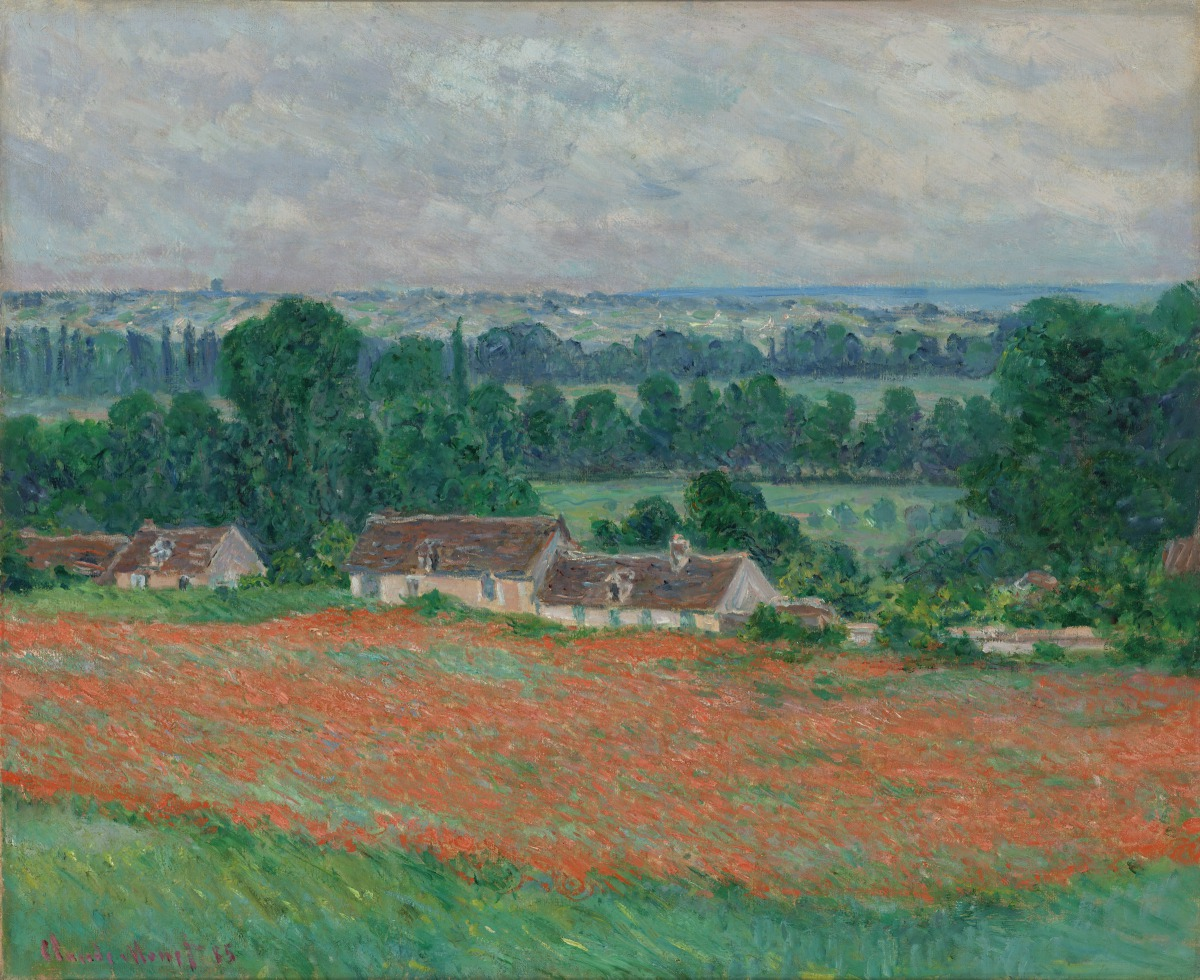
«Поле маков, Живерни». 1885 год. Виргинский музей изобразительных искусств

Ранняя история картины не установлена; вероятно, она, как и большинство других работ Моне, была выкуплена Полем Дюран-Рюэлем и долгое время хранилась в закрытых фондах его галереи. В 1904 году эту картину у Дюран-Рюэля выкупил московский предприниматель и коллекционер С. И. Щукин. После Октябрьской революции его собрание было национализировано и эта картина среди прочих оказалась в Государственном музее нового западного искусства, а в 1930 году была передана в Государственный Эрмитаж. С конца 2014 года выставляется в Галерее памяти Сергея Щукина и братьев Морозовых в здании Главного Штаба (зал 403).
Годом ранее Моне написал этот же вид местности «Поле маков, Живерни». Его отличие от эрмитажной картины: точка зрения немного приближена к домикам и отсутствует стог. Этот пейзаж некогда принадлежал американскому банкиру и министру финансов США Э. У. Меллону, а после его смерти оказался в Виргинском музее изобразительных искусств в Ричмонде (холст, масло, 60 ×73 см, инвентарный № 85.499).
Главный научный сотрудник Отдела западноевропейского изобразительного искусства Государственного Эрмитажа, доктор искусствоведения А. Г. Костеневич в своём обзоре французского искусства середины XIX — середины XX века отмечал, описывая картину:

Но какая она красочная — природа Моне! После его стогов кажутся однообразными и малопривлекательными стога даже у такого тонкого мастера, как Милле. В «Стоге сена в Живерни» достоинства зрелого импрессионизма выступают очень отчетливо, и, вероятно, не случайно через пять лет после написания этой картины Моне вернулся к мотиву стогов, написав свою знаменитую серию. <…> Моне воспользовался не неопределёнными серовато-зеленовато-желтовато-буроватыми тонами, а чистыми красками, где перемежаются жёлтые, красные, изумрудно-зелёные мазки. Приём оптического смешения красок, который именно в это время начал принимать характер научной доктрины в зарождающемся неоимпрессионизме, применён в «Стоге сена…» без малейшей навязчивости, естественно, и, можно сказать, неприметно.